# Terrible Certainty
Terrible Certainty ist das dritte Studioalbum der deutschen Thrash-Metal-Band Kreator. Es erschien im Oktober 1987 auf Noise Records und wurde auch als limitierte Edition auf rotem Vinyl veröffentlicht. Im Jahr 2000 wurde es als remasterte Version mit den Songs der EP Out of the Dark... Into the Light als Bonusstücken wiederveröffentlicht.

## Stil
Nach den Touren zu Pleasure to Kill präsentierten sich Kreator auf der dritten LP eingespielter als zuvor, das Songwriting wurde etwas differenzierter und es wurden mehr Breaks und Midtempo-Passagen verwendet. Gesanglich ist das Album wie der Vorgänger durch Mille Petrozzas aggressives Shouting geprägt. Toxic Trace kritisiert die Umweltverschmutzung, eine Thematik, die etwa mit Testament (Greenhouse Effect von Practice What You Preach) oder Sacred Reich (Crimes Against Humanity von The American Way) in der Folge weitere Bands des Genres ebenfalls aufgriffen. Hierzu gab es auch ein Musikvideo.

## Rezeption
Frank Trojan, Redakteur des Rock Hard, gab Terrible Certainty neun von zehn Punkten. Er bezeichnete Kreator schon damals als „europäische Thrash-Band Nr. 1“. Durch das bessere Zusammenspiel und „durchdachtere“ Songwriting sah er Kreator in der Lage, „breitere Schichten anzusprechen als nur die eingefleischten Kreator-Fans.“ Allmusic gab dem Album viereinhalb von fünf Sternen. Auf der Webseite www.metal-observer.com wurde die schwache Produktion kritisiert. Das Album sei aber essenziell „für jeden Thrash-Fan“. Die Wertung lag bei 9,5 von zehn. Marius Mutz von metal1.de sieht die Platte zwischen Pleasure to Kill und Extreme Aggression „etwas untergegangen“, obwohl das Album diesen „in nichts“ nach stünde. Er wertete mit neun von zehn Punkten.

## Sonstiges
Blind Faith ist bis heute der einzige von Mille gesungene Song auf der ursprünglich veröffentlichten Version des Albums, welcher noch nie live gespielt wurde. Textlich befasst sich das Lied mit dem blinden Glauben der Christen, welchem sie während der Christenverfolgung durch die Römer zum Opfer fielen. Die mittlere Figur auf der rechten Seite des Covers mit dem Römerhelm spielt ganz offensichtlich auf dieses Lied an.
Daneben gibt es mit dem von Schlagzeuger Ventor gesungenen As the World Burns und dem ursprünglich auf der EP Out of the Dark... Into the Light veröffentlichten Impossible to Cure zwei weitere Stücke, die als Liveversion nie Verwendung fanden.
Das Plattencover erinnert an das von Wolfgang Lenz 1970 geschaffene Werk Würzburger Totentanz.

## Titelliste
1. Blind Faith – 4:07
2. Storming with Menace – 4:26
3. Terrible Certainty – 4:29
4. As the World Burns – 3:50
5. Toxic Trace – 5:33
6. No Escape – 5:01
7. One of Us – 4:00
8. Behind the Mirror – 4:34
9. Impossible to Cure – 2:39
10. Lambs to the Slaughter (Raven-Cover) – 3:35
11. Terrible Certainty (live) – 5:29
12. Riot of Violence (live) – 5:40
13. Awakening of the Gods (live) – 7:14